# IMac Pro
iMac Pro è una workstation all-in-one prodotta da Apple. È stata presentata il 5 giugno 2017, in occasione della WWDC 2017.

## Caratteristiche
Pensata per un'utenza professionale, con prezzi a partire da 5.599 euro che possono raggiungere i 16.999 euro nella sua massima configurazione, il dispositivo è dotato del nuovo chip T2, che gestisce l'SSD, l'audio, la fotocamera e anche la crittografia hardware. Ha a disposizione 4 porte Thunderbolt 3 (USB-C), 4 porte USB 3.2 Gen 1 e una porta Gigabit Ethernet. È disponibile solamente nella colorazione grigio siderale.
Il 19 marzo 2021 Apple ha deciso di eliminare la linea iMac Pro: con il passaggio dai processori Intel ai SoC proprietari M1, la società ha deciso di ritirare il prodotto dal mercato perché considerato non più necessario. Le prestazioni raggiunte dai processori proprietari basati su architettura ARM, infatti, consentono di ottenere le medesime prestazioni anche con la linea classica di iMac.